# Jordanische Fußballnationalmannschaft der Frauen
Die jordanische Fußballnationalmannschaft der Frauen ist die Nationalmannschaft des Haschemitischen Königreichs Jordanien in Vorderasien. Jordanien ist es bisher noch nicht gelungen, sich für eine Fußball-Weltmeisterschaft der Frauen zu qualifizieren. Im Juni 2013 gelang erstmals die Qualifikation für die Fußball-Asienmeisterschaft der Frauen. Dabei konnte beim Qualifikationsturnier in Amman der Heimvorteil genutzt und mit drei Siegen gegen Kuwait (21:0), Libanon (5:0) und Usbekistan (4:0) die Endrunde erreicht werden. Bei der anstehenden Asienmeisterschaft schieden sie allerdings punktlos in der Vorrunde aus. Für die Asienmeisterschaft 2022 waren sie als Gastgeber bereits qualifiziert. Auch hier verloren sie alle drei Spiele. Gegen Philippinen gab es eine knappe 1:2-Niederlage, wobei Jordanien zur Halbzeit noch führte. An der Qualifikation zur Asienmeisterschaft 2022 scheiterten sie unglücklich. Gegen Iran verloren sie erst im Elfmeterschießen.

## Turnierbilanz

### Weltmeisterschaft
- 1991 bis 2003 – nicht teilgenommen (erstes Spiel erst 2005)
- 2007 – nicht teilgenommen (erstes Spiel erst nach Beginn der Qualifikation)
- 2011 – nicht qualifiziert
- 2015 – nicht qualifiziert
- 2019 – nicht qualifiziert
- 2023 – nicht qualifiziert
- 2027 – nicht qualifiziert

### Teilnahme an den Olympischen Spielen
- 1996 bis 2004: nicht teilgenommen (erstes Spiel erst 2005)
- 2008: vor Beginn der Qualifikation zurückgezogen
- 2012: nicht qualifiziert
- 2016: nicht qualifiziert
- 2020: nicht qualifiziert
- 2024: nicht qualifiziert
- 2028: nicht qualifiziert

### Asienmeisterschaften
- 1975 bis 2003 – nicht teilgenommen (erstes Spiel erst 2005)
- 2006 – nicht teilgenommen (erstes Spiel erst nach Beginn der Qualifikation)
- 2010 – nicht qualifiziert
- 2014 – Vorrunde
- 2018 – Vorrunde (als Gastgeber qualifiziert gewesen)
- 2022 – nicht qualifiziert
- 2026 – nicht qualifiziert

### Teilnahme an den Asienspielen
- 1990 bis 2002: nicht teilgenommen (erstes Spiel erst 2005)
- 2006: Vorrunde
- 2010: Vorrunde
- 2014: Vorrunde
- 2018: nicht teilgenommen
- 2023: nicht teilgenommen

### Westasienmeisterschaften
- 2005 – Sieger
- 2007 – Sieger
- 2010 – 2. Platz
- 2011 – 4. Platz
- 2014 – Sieger
- 2019 – Sieger
- 2022 – Sieger
- 2024 – Sieger

Jordanien war bisher viermal Gastgeber der Westasienmeisterschaft, an der die Mannschaften der Mitgliedsverbände der West Asian Football Federation (WAFF) teilnehmen. Das Turnier wurde in den Jahren 2005, 2007, 2014 und 2022 in der jordanischen Hauptstadt Amman ausgetragen. Dabei konnte die Mannschaft jeweils den Heimvorteil nutzen und das Turnier gewinnen.

### Teilnahmen am Arabia Cup
- 2010: Sieger